# Myzus langei
Myzus langei är en insektsart som först beskrevs av Carl Julius Bernhard Börner 1933.  Myzus langei ingår i släktet Myzus och familjen långrörsbladlöss. Arten är reproducerande i Sverige. Inga underarter finns listade i Catalogue of Life.